# Tord Magnuson
Tord Gösta Magnuson (Stoccolma, 7 aprile 1941) è un dirigente d'azienda e funzionario svedese.

## Biografia

### Educazione e carriera
Tord Gösta Magnuson è nato a Stoccolma il 7 aprile 1941, figlio dell'ingegnere civile Tord Lennart (1910-2004) e della direttrice di ginnastica Gerta Ingrid Klemming (1913-2004). Per lato paterno era nipote del chimico Gunnar e pronipote del politico Tord. Ha conseguito un bachelor of Science presso l'Università di Stoccolma, nel 1967. Pochi anni prima, nel 1963, divenne ufficiale di riserva.
In seguito ha lavorato presso la Stockholms Enskilda Bank, la Sandvik Steel Incorporated a New York e Kayel AB. È stato anche amministratore delegato di Devisa AB. Per anni ha servito in Svezia in qualità di rappresentante di Air Mauritius, dal 1984, e di Charles River Associates CRA.
Dal 1984 al 2011 è stato Brand Ambassador della Champagne Pommery. Ha fatto parte del consiglio internazionale della World Presidents' Organization (WPO), di cui continua oggi ad essere membro, e ha contribuito alla fondazione di Interpeace Sweden, di cui è presidente.
Inoltre è stato membro fondatore del ramo svedese della Young Presidents' Organization (YPO) nel 1986, e dei rami di Svezia e Istanbul della WPO, nel 1994 e nel 2008. Ricopre la carica di console onorario a Mauritius dal 1989.

### Matrimonio

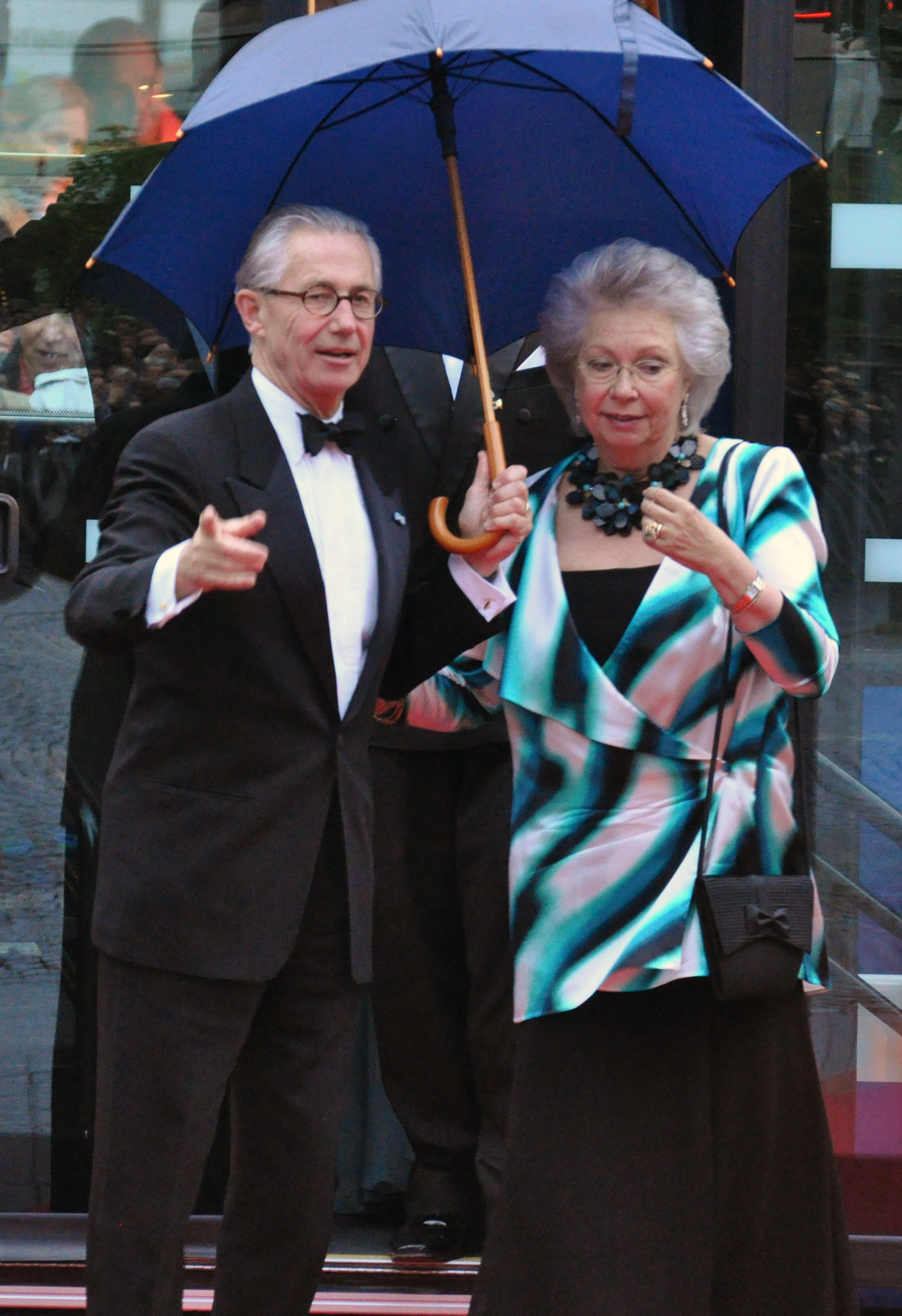
Tord e la moglie Cristina in arrivo alla Konserthuset nel 2010

Il 15 giugno 1974 ha sposato la principessa Cristina di Svezia, sorella del re Carlo XVI Gustavo. Hanno avuto tre figli: Carl Gustaf Victor (1975), Tord Oscar Frederik (1977) e Victor Edmund Lennart (1980).